# Goniopteris burkartii
Goniopteris burkartii là một loài dương xỉ trong họ Thelypteridaceae. Loài này được Abbiatti mô tả khoa học đầu tiên năm 1964.
Danh pháp khoa học của loài này chưa được làm sáng tỏ. 